# Friedrich von Mondel

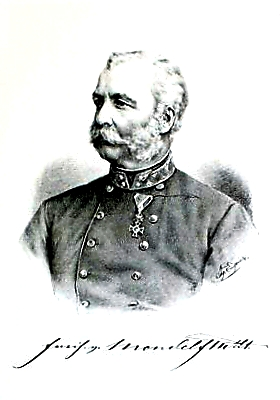
Friedrich von Mondel als Feldmarschallleutnant

Friedrich Mondel, ab 1869 Freiherr von Mondel, (* 22. September 1821 auf Schloss Pichlarn; † 18. Dezember 1886 in Baden bei Wien) war ein österreichischer General.

## Leben
Mondel war Sohn des k.k. Hauptmanns Josef Mondel, der 1814 durch Heirat das Schloss Pichlarn erworben und es 1822 an das Grafenhaus Sprinzenstein verkauft hatte. Friedrich Mondel kam am 31. Oktober 1835 als Kadett zum Infanterieregiment Nr. 62 und wurde zum 16. Juni 1837 als solcher in das Infanterieregiment Nr. 33 versetzt. Nach weiterer Ausbildung in Graz wurde er am 1. Oktober 1839 zum Lieutenant II. Klasse im Infanterieregiment Nr. 53 befördert und am 18. März 1843 zum Lieutenant I. Klasse im Dragonerregiment Nr. 1. Am 20. Februar 1844 erhielt er die Ernennung zum Oberlieutenant beim 21. Infanterieregiment, am 30. Mai 1848 die Beförderung zum Kapitänslieutenant und am 30. März 1849 zum Hauptmann I. Klasse. Beim Feldzug 1848/1849 in Italien wurde er schwer verwundet. Trotzdem blieb er im Militärdienst.
Mondel wurde am 1. Juni 1858 Major beim Infanterieregiment Nr. 43 und am 26. Juli 1858 zum Flügeladjutanten des Kaisers Franz Joseph I. ernannt, wobei den Krieg von 1859 in Italien an der Seite des Kaisers bestritt. Am 13. Juli 1859 erfolgte seine Beförderung zum Oberstlieutenant beim Infanterieregimente Nr. 35, wobei er trotzdem Flügeladjutant des Kaisers blieb. Am 27. Dezember 1859 wurde er als Kommandant des neu zu errichtenden Infanterieregiments „Graf Crenneville“ Nr. 75 eingesetzt und am 15. August 1860 zum Oberst befördert. Am 5. Mai 1866 erfolgte die Ernennung zum Brigadier bei der Nordarmee ernannt. In diese Zeit fallen größere Erfolge seiner Laufbahn, worauf er am 9. November 1867 zum Generalmajor und Brigadier und am 31. Oktober 1872 zum Kommandanten der 36. Infanterietruppendivision ernannt wurde.
Mondel wurde zum 1. November 1873 zum Feldmarschalllieutenant befördert und schließlich am 8. April 1874 zum Generaladjutant des Kaisers berufen. In der Folge erhielt er am 5. Juli 1874 die Ernennung zum k.k. wirklichen geheimen Rath. Er wurde am 11. Dezember 1878 Inhaber des Infanterieregiments Nr. 21 und als Krönung seiner Laufbahn am 28. Oktober 1881 zum Feldzeugmeister befördert.
Im Juni 1886 war Mondel bereits schwer erkrankt. Der Kaiser ließ sich vom Leibarzt Hermann Widerhofer vom Gesundheitszustand seines Generaladjutanten berichten. Zur Ausschmückung des kaiserlichen Jagdschlosses Mürzsteg wurden 1887 aus seinem Nachlass 179 Tierpräparate übernommen.

## Ehrungen (Auswahl)
Mondel erhielt eine Vielzahl von Orden und Auszeichnungen, darunter:
- 1869 Erhebung in den Freiherrenstand
- Großkreuz des österreichisch-kaiserlichen Leopold-Ordens
- Großcordon des kaiserlich japanischen Ordens der Aufgehenden Sonne
- Großkreuz des großherzoglich toskanischen Militär-Verdienst-Ordens
- Großkreuz des königlich preußischen Roten Adler-Ordens
- Großkreuz des königlich italienischen St. Mauritius- und Lazarus-Ordens
- Großkreuz des königlich dänischen Danebrog-Ordens
- Großkreuz des königlich portugiesischen Militär-Ordens St. Benedict d’Aviz
- Großkreuz des königlich spanischen Ordens Karls III.
- Großkreuz des königlich sächsischen Albrechts-Ordens
- Großkreuz des königlich württembergischen Kronen-Ordens
- Großkreuz des königlich schwedischen Schwertordens
- Großkreuz des königlich belgischen Leopold-Ordens
- Großkreuz des königlichen Ordens Stern von Rumänien
- Großkreuz des königlich serbischen Takowa-Ordens
- Großkreuz des großherzoglich hessischen Verdienstordens Philipps des Großmütigen
- Großkreuz des herzoglich braunschweigischen Ordens Heinrichs des Löwen
- Commandeur des großherzoglich hessischen Ludwig-Ordens
- Ritter II. Klasse des österreichisch kaiserlichen Ordens der eisernen Krone mit Kriegsdekoration
- Ritter des kaiserlich russischen St. Alexander-Newsky-Ordens
- Ritter I. Klasse des kaiserlich russischen St. Annen-Ordens mit Brillanten
- Besitzer des osmanischen Osmanié-Ordens I. Klasse
- Besitzer des persischen Sonnen- und Löwenordens I. Klasse